# Dilleritomus filiformis
Dilleritomus filiformis là một loài tò vò trong họ Ichneumonidae.